# 王双飞
王双飞（1963年9月29日—），男，汉族，湖南攸县人，华南理工大学毕业，中国工程院院士，广西大学教授、博士生导师。中国共产党第十九次全国代表大会代表。

## 生平
1963年9月，王双飞出生在湖南省株洲市攸县。1991年取得西北轻工业学院制浆造纸工程硕士学位，1995年从华南理工大学取得博士学位。
1995年6月，王双飞开始在广西大学任教。1999年，王双飞以访问学者身份在澳大利亚墨尔本大学造纸研究院从事研究工作。2001年至2003年在美国佐治亚理工学院从事博士后研究。2007年至2008年，王双飞以高级访问学者身份在加拿大不列颠哥伦比亚大学从事研究工作，2017年4月，入选中国工程院院士候选人。

## 荣誉奖项
- 2014年5月4日，获全国五一劳动奖章。[4]
- 2020年1月，以《大型二氧化氯制备系统及纸浆无元素氯漂白关键技术及应用》项目，获中国科技部2019年度国家技术发明奖二等奖。[5]
- 2021年，获“何梁何利基金科学与技术创新奖”。[2]
- 2021年11月18日，当选中国工程院环境与轻纺工程学部院士。[6]